# Aristodemos (spartanischer Heerführer)
Aristodemos (altgriechisch Ἀριστόδημος Aristódēmos) war ein spartanischer Heerführer aus dem Hause der Agiaden.
Als König Pausanias 395 v. Chr. in die Verbannung ging, waren seine beiden Söhne Agesipolis und Kleombrotos noch unmündig, deshalb übernahm Aristodemos ihre Vormundschaft. Er wird als ihr nächster Verwandter bezeichnet, weshalb man annimmt, dass er der Bruder des Pausanias und ein Sohn des Pleistoanax war.
Er führte die Spartaner 394 v. Chr. in den Krieg gegen die Koalition aus Athenern, Thebanern, Korinthern und Argivern und besiegte sie in der Schlacht von Nemea.